# Animal Magnetism
| 전문가 평가                      | 전문가 평가 |
| 평가 점수                        | 평가 점수   |
| 출처                             | 점수        |
| -------------------------------- | ----------- |
| AllMusic                         | [ 1 ]       |
| Collector's Guide to Heavy Metal | 10/10       |
| Rolling Stone                    | (favorable) |

《Animal Magnethism》은 1980년 3월 31일에 발매된 독일의 록 밴드 스콜피언스의 일곱 번째 스튜디오 음반이다. 미국 음반 산업 협회는 1984년 3월 8일 골드, 1991년 10월 28일 플래티넘을 인증하였다.
2001년 EMI의 리마스터드 에디션에는 루돌프 쉥커가 부른 〈Hey You〉(레어 싱글)가 수록되었다(클라우스 마이네가 코러스를 하지만). 이 곡은 원래 1978년 《Lovedrive》 세션에서 녹음되었고 2년 후 사이드-A(〈The Zoo〉와 사이드-B)로 발매되었다. 1989년의 짧은 리믹스는 더 긴 오리지널 싱글 버전 대신 2001년과 2015년 재발행에서 사용되었다.
〈Lady Starlight〉는 지금까지(2018년 기준) 전 스콜피언스의 음반 중 현악기 편곡과 관현악기 편곡이 수록된 유일한 곡이다.

## 삽화
이 음반 커버는 디자인 회사인 힙노시스의 스톰 소거슨에 의해 만들어졌으며, 이전의 스콜피언스 음반 소매와 마찬가지로 논란을 일으켰다. 하지만, 이전 음반 슬리브의 몇 개와는 달리, 이 논란은 커버가 대체 슬리브로 교체되는 결과를 초래하지 않았다. 소거슨은 커버 사진을 떠올리며 "재미있었습니다. 우리가 알아내지 못한 것 같아요. 어딘가 무례한 데가 있다는 걸 알았을 뿐이에요."라고 말했다.
스콜피언스의 베이시스트 프란시스 벅홀츠는 "헤르만이 음반 《Animal Magnetistic》의 제목을 생각해냈고 우리는 그것이 흥미로운 제목이기 때문에 그것을 좋아했습니다. 그래서 핑크 플로이드의 음반 커버를 맡고 있던 스톰이 불꽃을 가진 사람과 함께 한 것 같습니다. 그래서 스톰은 《Animal Magnetistic》 커버에 대한 아이디어를 생각해 냈습니다. 저는 개인적으로 그것을 좋아하지 않았지만, 나머지 밴드들은 그것을 좋아했습니다. 그래도 개를 좋아했어요."

## 곡 목록
| #  | 제목                                              | 작사                    | 작곡          | 재생 시간 |
| -- | ------------------------------------------------- | ----------------------- | ------------- | --------- |
| 1. | 〈Make It Real〉                                  | 헤르만 레어벨           | 루돌프 쉥커   | 3:49      |
| 2. | 〈Don't Make No Promises (Your Body Can't Keep)〉 | 레어벨                  | 마티아스 얍스 | 2:55      |
| 3. | 〈Hold Me Tight〉                                 | 클라우스 마이네, 레어벨 | 쉥커          | 3:53      |
| 4. | 〈Twentieth Century Man〉                         | 마이네                  | 쉥커          | 3:00      |
| 5. | 〈Lady Starlight〉                                | 마이네                  | 쉥커          | 6:15      |

| #  | 제목                 | 작사           | 작곡   | 재생 시간 |
| -- | -------------------- | -------------- | ------ | --------- |
| 6. | 〈Falling in Love〉  | 레어벨         | 레어벨 | 4:09      |
| 7. | 〈Only a Man〉       | 마이네, 레어벨 | 쉥커   | 3:32      |
| 8. | 〈The Zoo〉          | 마이네         | 쉥커   | 5:28      |
| 9. | 〈Animal Magnetism〉 | 마이네, 레어벨 | 쉥커   | 5:56      |